# Γ-干扰素
干扰素-γ（Interferon gamma、Interferon-γ、IFNG、IFNγ）是水溶性二聚体的细胞因子。是II型干扰素的唯一成员曾被称为巨噬细胞活化因子。

## 结构
干扰素-γ的单体是由六个α螺旋组成一个核心和在C端区延伸展开的片断序列。
生物活性的二聚体是由两个反平行相互锁定的单体形成。

## 生物活性
所有的细胞都可以产生干扰素-α和干扰素-β， 而干扰素-γ只由自然杀伤细胞（NK细胞）和活化的T细胞产生。I型干扰素对酸稳定，而干扰素-γ则遇酸变性。
干扰素-γ具有抗病毒、免疫调节及抗肿瘤特性。干扰素-γ可以与干扰素伽玛受体(IFNGR)结合，进而调节JAK-STAT通路。干扰素-γ激活抗原提呈细胞，通过上调转录因子T-bet而促进I型辅助T细胞(Th1细胞)的分化。
干扰素-γ是I型辅助T细胞(Th1细胞)的标志性的细胞因子。II型辅助T细胞(Th2细胞)释放白细胞介素-4（IL-4）和白细胞介素-13（IL-13）。自然杀伤细胞和CD8+T细胞也产生干扰素-γ。干扰素-γ通过迅速降解RANK-RANKL信号通路的TRAF6而抑制破骨细胞形成。

## 治疗用途
干扰素可以用来治疗传染病，但也能促成自體免疫。在接受干扰素伽玛治疗的病人中，多达19%的病人会有自體免疫.
干擾素IFNγ用於豬生殖與呼吸道綜合症PRRSV的治療上，有試驗發現干擾素IFNγ能活化先天免疫細胞，進而達到抑制病毒數量的效果。
A型流感的治療上，也有小鼠試驗表現出當缺失干擾素後，流感感染小鼠死亡率大幅提升且體內病毒數量維持高濃度水平；相較之下，體內有干擾素存在的小鼠，流感病毒數量隨著干擾素的生成而逐漸下降。

## 延伸閱讀
- Hall, Stephen K. . New York: Henry Holt. 1997. ISBN 0-8050-5841-9.
- Ikeda H, Old LJ, Schreiber RD. . Cytokine Growth Factor Rev. 2002, 13 (2): 95–109. PMID 11900986. doi:10.1016/S1359-6101(01)00038-7.
- Chesler DA, Reiss CS. . Cytokine Growth Factor Rev. 2003, 13 (6): 441–54. PMID 12401479. doi:10.1016/S1359-6101(02)00044-8.
- Dessein A, Kouriba B, Eboumbou C, Dessein H, Argiro L, Marquet S, Elwali NE, Rodrigues V, Li Y, Doumbo O, Chevillard C. . Immunol. Rev. 2005, 201: 180–90. PMID 15361241. doi:10.1111/j.0105-2896.2004.00195.x.
- Joseph AM, Kumar M, Mitra D. . Curr. HIV Res. 2005, 3 (1): 87–94. PMID 15638726. doi:10.2174/1570162052773013.
- Copeland KF. . Mini reviews in medicinal chemistry. 2006, 5 (12): 1093–101. PMID 16375755. doi:10.2174/138955705774933383.
- Chiba H, Kojima T, Osanai M, Sawada N. . Sci. STKE. 2006, 2006 (316): pe1. PMID 16391178. doi:10.1126/stke.3162006pe1.
- Tellides G, Pober JS. . Circ. Res. 2007, 100 (5): 622–32. PMID 17363708. doi:10.1161/01.RES.0000258861.72279.29.

## 参看
- T细胞
- 辅助T细胞
- II型干扰素
- 细胞因子